# Saint-Bonnet-de-Condat
Saint-Bonnet-de-Condat è un comune francese di 125 abitanti situato nel dipartimento del Cantal nella regione dell'Alvernia-Rodano-Alpi.

## Società

### Evoluzione demografica
Abitanti censiti